# Ansten Samuelstuen
Ansten Samuelstuen (ur. 7 maja 1929 w Brøttum, zm. 18 sierpnia 2012 w Greeley) – norweski i amerykański skoczek narciarski, dwukrotny olimpijczyk (1960 i 1964), trzykrotny mistrz Stanów Zjednoczonych (1957, 1961 i 1962), czterokrotny mistrz Ameryki Północnej (1954, 1955, 1957 i 1964), trener skoków narciarskich.

## Życie prywatne
Urodził się 7 maja 1929 w Norwegii jako syn Petera Samuelstuena i Laury Sæther. Dorastał i uczęszczał do szkoły w rodzinnym mieście, Brøttum. W 1949 roku został członkiem Norweskich Sił Powietrznych, a w latach 1950–1951 odbył służbę w bazie wojskowej w Cheyenne, w której szkolił się w zakresie elektroniki i telekomunikacji. Po powrocie do Norwegii odbył służbę wojskową.
W 1954 wyemigrował do Stanów Zjednoczonych, gdzie poślubił Joyce Stehlik i miał z nią syna, Petera, urodzonego w 1955 w Boulder. Na początku swojej kariery sportowej występował w zawodach jako Norweg. W 1957 otrzymał amerykańskie obywatelstwo i zaczął startować w barwach Stanów Zjednoczonych.

## Kariera
W 1958 uczestniczył w mistrzostwach świata w narciarstwie klasycznym i zajął w konkursie skoków 54. miejsce w gronie 61 startujących zawodników. Dwukrotnie wziął udział w zimowych igrzyskach olimpijskich – w 1960 roku w Squaw Valley i w 1964 roku w Innsbrucku. W konkursie skoków w 1960 zajął siódme miejsce i był najlepszym zawodnikiem spoza Europy. Cztery lata później w zawodach zajął 24. miejsce na skoczni normalnej i 33. na skoczni dużej.
W sezonie 1963/1964 wziął udział we wszystkich konkursach 12. Turnieju Czterech Skoczni. Najwyższą lokatę osiągnął w pierwszych zawodach, rozegranych 29 grudnia w Oberstdorfie, kiedy był 34. W łącznej klasyfikacji zajął 49. miejsce. W latach 1952–1964 kilkukrotnie brał udział w zawodach w ramach festiwalu w Holmenkollen. Dwukrotnie uplasował się w czołowej dziesiątce konkursów – w 1956 roku był piąty, a w 1960 siódmy.
Trzykrotnie został mistrzem Stanów Zjednoczonych w skokach narciarskich. Dokonał tego w 1957 w Berlinie w stanie New Hampshire, w 1961 w Brattleboro w stanie Vermont i w 1962 w Cary w stanie Illinois. Ponadto cztery razy został mistrzem Ameryki Północnej – w 1954, 1955, 1957 i 1964.
W 1951 oddając skok na odległość 316 stóp ustanowił rekord Stanów Zjednoczonych i jednocześnie rekord Ameryki Północnej w długości skoku narciarskiego. W 1962 poprawił również rekord długości skoku w Kanadzie, osiągając 262 stopy. Został tym samym pierwszym skoczkiem w historii, który był jednocześnie rekordzistą Stanów Zjednoczonych i Kanady.
Po zakończeniu startów w zawodach wciąż rekreacyjnie uprawiał skoki narciarskie, ponadto został trenerem drużyny skoczków narciarskich z Uniwersytetu w Denver. Z zespołem tym pracował w latach 1965–1966.
W 2009 został członkiem Narciarskiej Galerii Sław w Stanach Zjednoczonych.

## Osiągnięcia

### Igrzyska olimpijskie
| Miejsce | Data             | Miejscowość  | Konkurs | Skok 1 | Skok 2 | Skok 3 | Wynik | Strata | Zwycięzca        |
| ------- | ---------------- | ------------ | ------- | ------ | ------ | ------ | ----- | ------ | ---------------- |
| 7.      | 28 lutego 1960   | Squaw Valley | ind.    | 90,0   | 79,0   | –      | 211,5 | 15,7   | Helmut Recknagel |
| 24.     | 31 stycznia 1964 | Seefeld      | ind.    | 72,5   | 73,0   | 72,5   | 200,4 | 29,5   | Veikko Kankkonen |
| 33.     | 9 lutego 1964    | Innsbruck    | ind.    | 81,5   | 80,5   | 73,5   | 189,0 | 41,7   | Toralf Engan     |

### Mistrzostwa świata
| Miejsce | Data         | Miejscowość | Konkurs | Skok 1 | Skok 2 | Wynik | Strata | Zwycięzca       |
| ------- | ------------ | ----------- | ------- | ------ | ------ | ----- | ------ | --------------- |
| 54.     | 9 marca 1958 | Lahti       | ind.    | 58,5   | 53,5   | 173,5 | 51,0   | Juhani Kärkinen |

### Turniej Czterech Skoczni
| 12. Turniej Czterech Skoczni |                        |           |               |       |
| Oberstdorf                   | Garmisch-Partenkirchen | Innsbruck | Bischofshofen | klas. |
| 34                           | 67                     | 50        | 71            | 49    |